# Amar, Verbo Intransitivo
Amar, Verbo Intransitivo é um romance de autoria de Mário de Andrade, publicado originalmente em 1927. O livro conta a iniciação sexual de um adolescente com uma mulher madura, uma alemã institutriz contratada pelo pai do jovem. 

O filme Lição de Amor, de 1975, com Lilian Lemmertz é baseado no livro.

## English translations
- Fraulein (Amar, Verbo Intransitivo) (1927). Translated by Margaret Richardson Hollingsworth. New York: Macaulay, 1933.
- To Love, Intransitive Verb (Amar, Verbo Intransitivo) (2018). Translated by Ana Lessa-Schmidt. Hanover, CT: New London Librarium, 2018.